# .300 Ruger Compact Magnum
El .300 Ruger Compact Magnum o .300 RCM es un cartucho de rifle de longitud corta, diseñado como cartucho de caza mayor. El .300 RCM ofrece una performance intermedia entre el .300 Winchester Magnum y el .30-06 Springfield, pero adecuado para ser usado en cajones de mecanismos cortos similares al .308 Winchester. El cartucho fue diseñado por Hornady y Sturm Ruger en sociedad y se introdujo comercialmente en 2008, para competir directamente con el .300 Winchester Short Magnum, y para ser usado principalmente en los rifles de cerrojo rifles Ruger Hawkeye.

## Especificaciones & de diseño
El .300 RCM utiliza un casquillo único diseñado por Hornady y Ruger basado en el potente .375 Ruger, con un diámetro en la base de .532 pulgadas (13.5 mm) similar al del cinturón de los casquillos belted magnum basados en el .300 H&H Magnum y .375 H&H Magnum, dándole mayor capacidad de carga de pólvora que un belted magnum de longitud similar. Debido a su longitud total, el .300 RCM puede ser recamarado en rifles con mecanismos cortos, similares al .308 Winchester.
A diferencia de los cartuchos Winchester Short Magnum, los cartuchos Ruger Compact Magnum comparten la misma longitud de la cabeza al cuerpo del casquillo, condición que permitió a Ruger recamarar diferentes cartuchos de la línea sin tener que rediseñar el rifle Ruger M77 Hawkeye.

## Performance
Si bien la performance del .300 Ruger Compact Magnum es comparable a la del .300 WSM con una velocidad de salida ligeramente menor, ofreciendo la posibilidad de aprovecharlo en un rifle compacto.   
Si bien este no ha logrado alcanzar la popularidad de los otros dos, probablemente debido a que el .300 Winchester Short Magnum fue lanzado 6 años antes, posicionándose primero en el mercado. Steve Hornady, considera que este ha sido el mejor diseño en la historia de Hornady, en parte por no necesitar de un cañón de más de 22 pulgadas para obtener rendimientos óptimos, en comparación con cartuchería "magnum" estándar, que requiere de cañones de entre 24 y 26 pulgadas, como es el caso del .300 Winchester Magnum y el .300 Weatherby Magnum, respectivamente.    

## Uso deportivo
El .300 RCM puede ser usado para todo tipo de caza mayor, siendo adecuado para todo tipo de caza mayor en América, desde animales de cérvidos de contextura ligera hasta presas más grandes y pesadas como el alce y el oso pardo. con excepción de los cinco grandes de África, es sumamente versátil. Debido al diseño que permite recamararlo en un rifle compacto y a la trayectoria plana que ofrece, es adecuado para la caza en terrenos que montañosos.